# За лаштунками в музеї
За лаштунками в музеї (англ. Behind the Scenes at the Museum) — перша, дебютна книга вже всесвітньо відомої британської романістки Кейт Аткінсон, вперше була опублікована американським видавництвом «Doubleday» 2 травня 1995 року, відразу отримавши нагороду «Книга року» за версією Whitbread Awards (Вітбредівська премія). Українською мовою перекладено та опубліковано у 2018 році видавництвом «Наш формат» (перекладач — Ярослава Стріха)).

## Огляд книги
Роман охоплює власний досвід Рубі Леннокс, дівчинки з робочої англійської сім'ї, яка живе в Йорку. Музей з назви книги — це Йоркський замок-музей, який має серед своїх експонатів фасади старих будинків з міста, подібні до того, в якому проживає сім'я Леннокс. Переплітаючи спогади з розповіддю про власне життя Рубі, в книзі описано життя шести поколінь жінок.

Власне, життя Рубі розповідається в тринадцяти розділах, написаних від першої особи, що документують ключові періоди в її житті, починаючи з 1951 року (Перший розділ "Концепція", починаючи зі слів "Я існую!") до 1992 року. Між кожним розділом є не зв’язані та не послідовні спогади, що розповідають історію з точки зору одного з  членів сім'ї Рубі, включаючи її прабабусю Алісу, бабусю Неллі та її матір Бунті.

В основному, розповідаючи історію кількох поколінь жінок родини, деякі з цих спогадів яскраво змальовують період війни родичів та коханців у обох світових війнах. Один із них змальовує екіпаж бомбардувальника "Галіфакс", приреченій на останній місії у війні з нацистською Німеччиною, що стане основним сюжетним елементом у пізнішому романі Кейт Аткінсон «Руїни Бога».

### Від автора
|                                                                          | За лаштунками в музеї – це книга, про яку я думала протягом п'яти років, а потім написала приблизно за п'ять місяців. Це розповідь від першої особи про дівчину на ім’я Рубі Леннокс. Все починається з її зачаття, і я багато запозичила з Трістрама Шенді на початку цієї книги. Рубі — нещасна дівчина, вона має нещасне життя, вона має таємницю та поховану трагедію її життя, за всією книгою її завданням є відкриття того, що з нею сталося, адже всі книги, зрештою, стосуються ідентичності… …І це книга про жінок. Чоловіки, як правило, схильні вмирати молодими або бути вбитими. Це книга, яка, на мою думку, зрештою, є тріумфальною книгою, оскільки мова йде про перемогу над усіма страшними речами, які трапляються з будь-якою особою в житті. Це книга, до якої я відчуваю велику прихильність і яка, я думаю, лягла в основу всього, що я пишу. Це був спосіб знайти власний голос. Оригінальний текст (англ.) Behind the Scenes at the Museum is a book I thought about for five years and then I wrote in about five months. It's the first person narrative of a girl called Ruby Lennox. It begins with her conception and I stole very heavily from Tristram Shandy at the beginning of this book. Ruby is an unhappy girl, she has an unfortunate life, she has secret and buried tragedy in her life that, throughout the book in a way, her task is to discover what happened to her, because all books, ultimately, are about identity. And it's a book about women. The men tend to die young or get killed off. It's a book that I think is ultimately a triumphant book because it's about the self triumphing over all the terrible things that happen to any one individual in life. It's a book for which I have a great fondness, and which, I think, was the basis of everything else I write. It was a way of me finding my own voice. |
| — Кейт Аткінсон, Books by Kate Atkinson: Behind the Scenes at the Museum | |

́

### Сюжет та основні теми
Загальні теми в книзі охоплюють передчасну смерть дітей; наслідки двох світових війн для членів родини; остаточну долю персонажів, які «зникли» з життя своєї сім'ї і про яких більш ніколи не чули; і про те, що жінки в сім'ї відчували, коли були змушені вступити в несприятливі шлюби.

Доля сім'ї Рубі описується поступово. Ряд одкровень, наприклад таких як той факт, що сестра Рубі, Джиліан, помирає в автокатастрофі у віці 11 років, відкривається для читача задовго до появи цієї події. Проте, інші факти, пов'язані з долею різних персонажів, приховуються та описуються поступово по ходу роману, у тому числі:
- У Рубі була сестра-близнючка, Перлина, яка потонула незадовго до свого четвертого дня народження, за що Рубі була помилково звинувачена (Джиліан брехала, щоб перекласти вину з себе)…
- Прабабка Рубі, Аліса, яка, як вважають, померла під час пологів бабусі Рубі — Неллі, насправді втекла з мандрівним французьким фотографом, щоб уникнути свого нещасного життя. Вона провела останні роки у Йорку, марно шукаючи своїх дітей…
- Місце проживання персонажів, які «зникли» з сімейного життя, розкривається лише наприкінці роману …

## Нагороди та відгуки

### Нагороди
- Вітбредівська премія (нині премія Коста) «Книга року» у номінації First Novel – 1995 рік[4].
- Премія Exclusive Books Boeke Prize – 1996 рік[5].

### Відгуки
- The Times: «Дивовижна книга.. безсумнівно, один з найкращих прочитаних романів»[6].
- Hilary Mantel, London Review of Books: «Подає свої жарти та трагедії так само ефективно, як Діккенс… обурливе смішний майже на кожній сторінці… буде засліплювати читачів довгі роки»
- Daily Mail: «Маленький шедевр… з вишуканістю та енергією, веселий роман Кейт Аткінсон змусив мене сміятися і плакати»

## Переклади українською
- Кейт Аткінсон. За лаштунками в музеї / пер. Ярослава Стріха. — К.: Наш Формат, 2018. — 352 с. — 978-617-7279-67-8.